# Robert Brown (botanicus)
Robert Brown (Montrose, 21 december 1773 – Londen, 10 juni 1858) was een Schots botanicus.
Hij is met name bekend van de Brownse beweging. Hij was de eerste die onder de microscoop de beweging van stuifmeelkorrels in een vloeistof bestudeerde in 1827. Deze beweging was erg grillig en onvoorspelbaar en werd later de brownse beweging genoemd.
Van 1849 tot 1853 was Brown de voorzitter van de Linnean Society of London. In 1839 kreeg hij de Copley Medal.

## Biografie
Robert Brown studeerde geneeskunde en plantkunde aan de Universiteit van Edinburgh. In 1795 werd hij als militair arts in Ierland gestationeerd. Daar verzamelde hij talloze planten en ontmoette hij de Londense botanicus Sir Joseph Banks, die hem in staat stelde deel te nemen aan een reis naar Australië op een onderzoeksschip. Brown verzamelde en bestudeerde daar van 1801 tot 1805 bijna 4.000 grotendeels onbekende plantensoorten. Na zijn terugkeer werkte hij tot 1810 aan deze collectie, publiceerde uiteindelijk zijn resultaten en beheerde daarna, als bibliothecaris bij de Linnean Society of London, ook de uitgebreide boeken- en plantencollecties van Joseph Banks. Na de dood van Banks gingen zijn collecties naar het British Museum en Brown kreeg daar een baan als bibliothecaris en curator van de botanische collecties. Van 1849 tot 1853 was Brown president van de Linnean Society of London en publiceerde hij talloze geschriften.
Browns eerste floristische werk bestond uit de studie van mossen, die in die tijd nog zeer slecht onderzocht waren. Het werd hem duidelijk dat nauwkeurige histologisch-anatomische studies met behulp van de microscoop ook veelbelovend waren voor de systematische classificatie van planten volgens het natuurlijke systeem van Augustin-Pyrame de Candolle. Zo deed hij cruciale ontdekkingen over de morfologie van planten. Hij herkende de fundamentele verschillen in de structuur van de zaadknoppen van Pinales en palmvarens (Cycadophyta) vergeleken met andere hogere planten en onderscheidde ze als gymnospermen van bloeiende planten (Magnoliophyta). Hij onderzocht ook de ontwikkeling van zaadknoppen en maakte voor het eerst onderscheid tussen integument, nucellus en embryozak, evenals endosperm en perisperm.
Terwijl hij het bevruchtingsproces bij orchideeën bestudeerde, merkte hij herhaaldelijk een klein lichaampje in de cellen op dat anderen vóór hem hadden gezien, maar zonder de betekenis ervan in te zien. In 1831 gaf Brown het de naam kern en kende er een belangrijke rol toe in de embryonale ontwikkeling. Deze ontdekking van de celkern werd overgenomen door de botanicus Matthias Jacob Schleiden en beïnvloedde hem bij de ontwikkeling van de celtheorie.
In 1827 deed Brown zijn beroemdste ontdekking, de Brownse beweging, terwijl hij een microscoop gebruikte. Deze onophoudelijke en willekeurige beweging van de stuifmeelkorrels die in vloeistof zweven, werd voor het eerst verklaard in 1905 door Albert Einstein en in 1906 door Marian Smoluchowski als een fysisch proces gebaseerd op willekeurige accumulaties van moleculaire botsingen vanuit verschillende richtingen.

## Eer
- In 1812 werd hij verkozen tot Fellow van de Royal Society, die hem in 1839 de Copley Medal toekende.
- n 1818 werd hij verkozen tot lid van de Leopoldina Academie van Wetenschappen en extern lid van de Beierse Academie van Wetenschappen.
- In 1825 werd hij Fellow van de Royal Society of Edinburgh en in 1829 lid van de Académie royale des Sciences, des Lettres et des Beaux-Arts de Belgique.
- In 1842 werd hij toegelaten tot de Pruisische Orde Pour le Mérite voor Wetenschappen en Kunsten.
- Sinds 1812 was hij ook lid van de Pruisische Academie van Wetenschappen en sinds 1814 van de Académie des Sciences.
- In 1828 werd hij erelid van de Russische Academie van Wetenschappen in Sint-Petersburg.
- In 1849 werd hij verkozen tot lid van de American Academy of Arts and Sciences.
- De geslachten Brunonia van de plantenfamilie Goodeniaceae, werden naar hem vernoemd uit de taxusfamilie (Podocarpaceae) en Brunoniella uit de acanthusfamilie (Acanthaceae).
- Op 29 mei 2018 werd een asteroïde naar hem vernoemd: (29210) Robertbrown.

- Australian Dictionary of Biography: brown-robert-1835
- Bibsys: 98003655
- Bibliothèque nationale de France: cb125502586 (data)
- Author citation (botany): R.Br.
- Gemeinsame Normdatei: 118674455
- International Standard Name Identifier: 0000 0000 8113 5572
- Library of Congress Control Number: n85801830
- Nationale Bibliotheek van Tsjechië: ola2002157528
- Nationale bibliotheek van Australië: 36548194
- Nationale Bibliotheek van Israël: 987007259116105171
- Nederlandse Thesaurus van Auteursnamen: 06845886X
- Réseau des bibliothèques de Suisse occidentale: 02-A012359813
- RKD-Nederlands Instituut voor Kunstgeschiedenis: 13207
- Istituto Centrale per il Catalogo Unico: TSAV012026
- LIBRIS: 179364
- SNAC: w6125snr
- Système universitaire de documentation: 034785051
- Museum of New Zealand Te Papa Tongarewa: 5781
- Trove: 1285888
- Virtual International Authority File: 34572082
- WorldCat: E39PBJp67wghqbW8P7qt336Myd